# Manuel Martínez Pedroso
Manuel Martínez Pedroso (l'Havana, 3 de febrer de 1883 - Mèxic, 1958) va ser un jurista i catedràtic espanyol, que va arribar a ser membre del Tribunal de Garanties Constitucionals. Va ser especialista en dret polític comparat.
Nascut a Cuba es va formar en la península, llicenciant-se en Dret i guanyant la plaça de catedràtic de dret polític en la Universitat de Sevilla el 1927. El 1931 va ser nomenat vicerector de d'aquesta universitat, assessor jurídic de la Delegació espanyola en la Conferència de Desarmament de Ginebra i el 1932 va formar part del Consell de la Societat de Nacions i després fou vocal del Tribunal de Garanties Constitucionals. A les eleccions generals de 1933 es va presentar com a candidat del Partit Socialista Obrer Espanyol (PSOE) per Ceuta, però no va sortir escollit, tenint més sort a les eleccions de 1936 per la mateixa circumscripció. Després de l'obtenció de l'escó, va cessar en els seus altres funcions per incompatibilitat. En declarar-se la Guerra Civil pocs mesos després, va fugir a Marsella des de Tànger, on es trobava, davant l'ocupació de l'Àfrica espanyola pels revoltats. Va tornar a la zona controlada pel govern de la República el 1937 i va ser nomenat agregat de l'ambaixada d'Espanya a Varsòvia. Al final de la guerra va haver d'exiliar-se a Mèxic
Va ser depurat per les autoritats revoltades a través d'acord de la Junta Tècnica de l'Estat que actuava en la província de Sevilla com a govern de facto després que hi triomfés la revolta militar. La depuració va estar avalada pel nou rector, José Mariano Mota y Salado, que havia substituït Francisco Candil Calvo qui no havia reconegut als revoltats representats pel general Queipo de Llano. Ratificada la depuració en diferents ocasions posteriors, va ser separat de l'ensenyament i se li van confiscar els salaris. Li va ser obert expedient en el Tribunal de Responsabilitats Polítiques, pel Tribunal Especial per a la Repressió de la Maçoneria i el Comunisme i en el jutjat de Tetuan, moltes vegades amb els informes favorables de qui havia estat el seu company, el catedràtic de dret civil Ignacio de Casso y Romero que es va convertir en jutge especial en els processos contra els ensenyants a Espanya.
En el Tribunal de Responsabilitats Polítiques l'acusació es fonamentava en l'informe del nou degà de la Facultat de Dret que assenyalava que Martínez Pedroso:
| « | [...], durant el temps que exercí la Càtedra de Dret Polític d'aquesta Facultat, va ser militant actiu del Partit Socialista i organitzador i encoratjador de les activitats revolucionàries de la F.U.E., realitzant en tot moment campanya vigorosa, dins i fora de la Universitat a favor dels ideals que professava. | » |

El Tribunal de Repressió de la Maçoneria el va buscar fins a 1960, molt temps després d'haver mort. Per la seva banda, el jutjat de Tetuan li va imposar una sanció d'un milió de pessetes "per traïdor a la Pàtria". També se li van embargar els llibres que hi havia a la seva casa.